# Elisabeth Rickal
Elisabeth Rickal (* 15. August 1934 in Essen; † 7. März 2025) war eine deutsche Politikerin (CDU).

## Leben und Beruf
Rickal wurde nach dem Studium 1957 Lehrerin in Essen. 1973 wechselte sie als Rektorin der Adolf-Diesterweg-Schule in Oggersheim nach Ludwigshafen am Rhein. Sie war Vorsitzende des Bundes der Deutschen Katholischen Jugend und des rheinland-pfälzischen Landesverbandes des Deutschen Kinderschutzbundes.
Elisabeth Rickal verstarb im März 2025.

## Politik
1974 wurde Rickal in den Stadtrat von Ludwigshafen am Rhein gewählt, dem sie bis 1984 angehörte. Von 1977 bis 1987 war sie Kreisvorsitzende der CDU Ludwigshafen. Von 1980 bis 1984 gehörte sie als Abgeordnete dem rheinland-pfälzischen Landtag an und war anschließend bis 1991 Staatssekretärin im Kultusministerium.